# Campeonato Mundial de Atletismo em Pista Coberta de 2001
O Campeonato Mundial de Atletismo em Pista Coberta de 2001 foi realizado na cidade de Lisboa, Portugal. As competições se realizaram  no Pavilhão Atlântico, tendo envolvido 510 atletas de 136 países.

## Medalhistas
Masculino
| Evento          | Ouro                                                                      | Ouro       | Prata                                                                             | Prata        | Bronze                                                                       | Bronze       |
| 60 m            | USA Tim Harden                                                            | 6.44       | USA Tim Montgomery                                                                | 6.46 (PB)    | GBR Mark Lewis-Francis                                                       | 6.51 (PB)    |
| 200 m           | USA Shawn Crawford                                                        | 20.63      | GBR Christian Malcolm                                                             | 20.76        | NED Patrick van Balkom                                                       | 20.96        |
| 400 m           | GBR Daniel Caines                                                         | 46.40      | USA Milton Campbell                                                               | 46.45        | JAM Danny McFarlane                                                          | 46.74        |
| 800 m           | RUS Yuriy Borzakovskiy                                                    | 1:44.49    | RSA Johan Botha                                                                   | 1:45.87      | SUI Andre Bucher                                                             | 1:46.46      |
| 1 500 m         | POR Rui Silva                                                             | 3:51.06    | ESP Reyes Estévez                                                                 | 3:51.25      | KEN Noah Ngeny                                                               | 3:51.63      |
| 3 000 m         | MAR Hicham El Guerrouj                                                    | 7:37.74    | BEL Mohammed Mourhit                                                              | 7:38.94 (NR) | ESP Alberto García                                                           | 7:39.96 (PB) |
| 60 m barreiras  | USA Terrence Trammell                                                     | 7.51       | CUB Anier García                                                                  | 7.54         | RSA Shaun Bownes                                                             | 7.55         |
| salto em altura | SWE Stefan Holm                                                           | 2.35       | UKR Andriy Sokolovsky                                                             | 2.29         | SWE Staffan Strand                                                           | 2.29         |
| salto com vara  | USA Lawrence Johnson                                                      | 5.95       | USA Tye Harvey                                                                    | 5.90         | FRA Romain Mesnil                                                            | 5.85         |
| comprimento     | CUB Iván Pedroso                                                          | 8.43       | CAY Kareem Streete                                                                | 8.16 (NR)    | POR Carlos Calado                                                            | 8.16 (NR)    |
| Triplo          | ITA Paolo Camossi                                                         | 17.32 (NR) | GBR Jonathan Edwards                                                              | 17.26        | AUS Andrew Murphy                                                            | 17.20 (AR)   |
| peso            | USA John Godina                                                           | 20.82      | USA Adam Nelson                                                                   | 20.72        | ESP Manuel Martínez                                                          | 20.67        |
| 4x400 m         | POL Polônia Piotr Rysiukiewicz Piotr Haczek Jacek Bocian Robert Maćkowiak | 3:04.47    | RUS Rússia Aleksandr Ladeyshchikov Ruslan Mashchenko Boris Gorban Andrey Semyonov | 3:04.82 (NR) | JAM Jamaica Michael McDonald Davian Clarke Michael Blackwood Danny McFarlane | 3:05.45      |
| Heptatlo        | CZE Roman Šebrle                                                          | 6420       | ISL Jón Magnússon                                                                 | 6233         | RUS Lev Lobodin                                                              | 6202         |

Feminino
| Evento          | Ouro                                                                    | Ouro         | Prata                                                                        | Prata      | Bronze                                                                     | Bronze       |
| 60 m            | BAH Chandra Sturrup                                                     | 7.05 (PB)    | USA Angela Williams                                                          | 7.09 (PB)  | USA Chryste Gaines                                                         | 7.12         |
| 200 m           | JAM Juliet Campbell                                                     | 22.64        | USA LaTasha Jenkins                                                          | 22.96 (PB) | BLR Natalya Safronnikova                                                   | 23.17        |
| 400 m           | JAM Sandie Richards                                                     | 51.04        | RUS Olga Kotlyarova                                                          | 51.56      | RUS Olesya Zykina                                                          | 51.71        |
| 800 m           | MOZ Maria Mutola                                                        | 1:59.74      | AUT Stephanie Graf                                                           | 1:59.78    | CZE Helena Dziurova                                                        | 2.01.18      |
| 1 500 m         | MAR Hasna Benhassi                                                      | 4:10.83      | ROU Violeta Beclea                                                           | 4:11.17    | RUS Natalya Gorelova                                                       | 4:11.74      |
| 3 000 m         | RUS Olga Yegorova                                                       | 8:37.48 (NR) | ROU Gabriela Szabo                                                           | 8:39.65    | RUS Yelena Zadorozhnaya                                                    | 8:40.15 (PB) |
| 60m hurdles     | USA Anjanette Kirkland                                                  | 7.85 (PB)    | JAM Michelle Freeman                                                         | 7.92       | FRA Nicole Ramalalanirina                                                  | 7.96         |
| salto em altura | SWE Kajsa Bergqvist                                                     | 2.00         | UKR Inha Babakova                                                            | 2.00       | BUL Venelina Veneva                                                        | 1.96         |
| salto com vara  | CZE Pavla Rybová                                                        | 4.56 (CR)    | RUS Svetlana Feofanova USA Kellie Suttle                                     | 4.51       |                                                                            |              |
| comprimento     | USA Dawn Burrell                                                        | 7.03         | RUS Tatyana Kotova                                                           | 6.98       | ESP Niurka Montalvo                                                        | 6.88 (NR)    |
| Triplo          | BUL Tereza Marinova                                                     | 14.91 (PB)   | RUS Tatyana Lebedeva                                                         | 14.85      | USA Tiombe Hurd                                                            | 14.19 (PB)   |
| peso            | RUS Larisa Peleshenko                                                   | 19.84        | BLR Nadzeya Astapchuk                                                        | 19.24 (PB) | RUS Svetlana Krivelyova                                                    | 19.18        |
| 4x400m          | RUS Rússia Yuliya Nosova Olesya Zykina Yuliya Sotnikova Olga Kotlyarova | 3:30.00      | JAM Jamaica Charmaine Howell Juliet Campbell Catherine Scott Sandie Richards | 3:30.79    | GER Alemanha Claudia Marx Birgit Rockmeier Florence Ekpo-Umoh Shanta Ghosh | 3:31.00      |
| Pentatlo        | BLR Natalya Sazanovich                                                  | 4850 (CR)    | RUS Yelena Prokhorova                                                        | 4711       | GER Karin Ertl                                                             | 4678         |